# Artem Moroz
Artem Vitaliyovych Moroz –en ucraniano, Артем Віталійович Мороз– (Dniprodzerzhynsk, URSS, 28 de marzo de 1984) es un deportista ucraniano que compitió en remo.
Ganó una medalla de oro en el Campeonato Mundial de Remo de 2014 y una medalla de bronce en el Campeonato Europeo de Remo de 2011. Participó en los Juegos Olímpicos de Londres 2012, ocupando el octavo lugar en la prueba de ocho con timonel.

## Palmarés internacional
| Campeonato Mundial | Campeonato Mundial       | Campeonato Mundial | Campeonato Mundial |
| Año                | Lugar                    | Medalla            | Prueba             |
| ------------------ | ------------------------ | ------------------ | ------------------ |
| 2014               | Ámsterdam (Países Bajos) | Medalla de oro     | Cuatro scull       |
| Campeonato Europeo |                          |                    |                    |
| Año                | Lugar                    | Medalla            | Prueba             |
| 2011               | Plovdiv (Bulgaria)       | Medalla de bronce  | Ocho con timonel   |